# Freshlyground
Freshlyground — южноафриканская музыкальная группа, основанная в Кейптауне в 2002 году. Члены группы имеют разное происхождение, включая ЮАР, Мозамбик и Зимбабве. Музыкальный стиль коллектива сочетает в себе традиционную южноафриканскую музыку (например, стиль «квела» и африканскую народную музыку), блюз, джаз и в особенности инди-рок.
Широкую известность Freshlyground получили после записи гимна «Waka Waka (This Time for Africa)» для Чемпионата мира по футболу 2010 совместно с колумбийской певицей Шакирой. Песня возглавила чарты более 20 стран по всему миру, а видеоклип по состоянию на февраль 2024 года имеет более 3,8 миллиардов просмотров.

## Состав
- Зоани Маола (англ. Zolani Mahola) — ведущая вокалистка
- Саймон Аттуэл (англ. Simon Attwell) — флейта, саксофон и клавишные
- Питер Коэн (англ. Peter Cohen) — ударные
- Хулио «Гагс» Сигок (англ. Julio Sigauque) — акустическая гитара
- Крис «Бэккис» Бакаланга (англ. Chris Bakalanga) — гитара
- Джош Хокс (англ. Josh Hawks) — бас-гитара, бэк-вокалист

### Бывшие участники
- Арон Турест-Шварц (англ. Aron Turest-Swartz) — клавишные, ударные, вокалист
- Середил «Шегги» Шипперс (англ. Seredeal Scheepers) — клавишные, ударные, бэк-вокалист
- Кайла-Роуз Смит (англ. Kyla-Rose Smith) — скрипка, бэк-вокалистка

## История
Группа была основана в городе Кейптаун в 2002 году. Дебютный альбом группы, Jika Jika был выпущен в 2003 году, ставший коммерчески успешным, после чего группу назвали новым и перспективным коллективом среди южноафриканских групп. В 2004 году группа выпускает свой самый успешный альбом, Nomvula,который получил звание дважды платинового альбома. Песня Be Doo Doo, из этого же альбома, была часто используема на местных радиостанциях. В 2010 году, совместно с певицей Шакирой, написали песню Waka Waka, после ставшей гимном для Чемпионата мира по футболу 2010 в Южно-Африканской Республике.

## Дискография

### Альбомы
| 1. «Train Love» (4:12) 2. «Ocean Floor» (3:15) 3. «Rain» (5:07) 4. «Castles In The Sky» (3:20) 5. «Feels Like Sunday» (3:40) 6. «Mbira No. 2» (2:18) 7. «Zipho Phezulu» (3:06) 8. «Mali» (4:07) 9. «Castles In The Sky» (3:36) 10. «Mowbray Kaap» (6:04) 11. «Nomvula» (7:27) 1. «I am the man» (4:57) 2. «Nomvula» (4:46) 3. «Manyana» (5:13) 4. «Vanish» (5:20) 5. «Zithande» (4:40) 6. «I'd like» (6:25) 7. «Doo Be Doo» (5:14) 8. «Things Have Changed» (4:17) 9. «Buttercup» (5:37) 10. «Human Angels» (6:25) 11. «Father Please» (4:03) 12. «Mowbray Kaap» (6:03) 13. «Touch In The Night» (2:44) 14. «Doo Be Doo (Remix)» (3:39) (European bonus track) 1. «Ma' Cheri» (4:31) 2. «Desire» (4:13) 3. «Pot Belly» (4:15) 4. «Ask Me» (4:26) 5. «Baby Tonight» (4:51) 6. «Fired Up» (4:11) 7. «Gogorilla» (4:18) 8. «Arms of Steel» (4:32) 9. «Pink Confetti» (3:47) 10. «Zulu Lounge» (5:52) 11. «Ivana» (4:18) 12. «Umalume» (5:15) 13. «Crimson Smile» (3:36) 14. «Manikiniki» (6:30) 15. «Air Hostess» (bonus track) (4:09) 1. «Moto» (3:39) 2. «Fire Is Low» (4:02) 3. «The Dream of Love» (3:29) 4. «Big Man feat. Les Nubians» (3:47) 5. «Baba» (3:16) 6. «Baby In Silence» (3:40) 7. «Would You Mind» (3:08) 8. «Vula Amehlo» (3:51) 9. «Chicken to Change» (4:20) 10. «Working Class» (4:01) 11. «Whaliphalaligazi» (4:22) 12. «Waka Waka (Afro Fab Mix)» (3:24) [Bonus Track] 13. «Wanna Be Startin' Somethin'» (5:23) [Bonus Track] 14. «Big Man (Beefcake Mix)» (3:31) [Bonus Track] | 1. «Chain Gang» (3:35) 2. «Everything» (3:55) 3. «Nomthandazo» (4:08) 4. «Not Too Late for Love» (3:59) 5. «Take Me to the Dance» (4:06) 6. «The Man Moves» (3:20) 7. «Won't Let Go» (4:14) 8. «Mina Nobhiza» (5:35) 9. «Dancing Baby» (0:56) 10. «The Message» (5:16) 11. «Leave a Light On» (3:50) 12. «Shake It (Julst Like You Wanna)» (3:57) 13. «You Would Love» (4:49) 14. «Party Time» (3:22) 15. «Everybody Must Get Stoned» (bonus track) (0:36) 1. «Izihlangu» (4:55) 2. «Africa Unite» (4:03) 3. «Shake It» (3:50) 4. «Refugee» (3:54) 5. «Take Me To The Dance [Boxsta Remix]» (4:39) 6. «Beautiful Boy» (4:00) 7. «Everything» (3:54) 8. «How Low Can Yu Go» (3:21) 9. «Yeah Yeah» (4:12) 10. «Rain [Live at Guild Theater, East London]» (6:27) 11. «Doo Be Doo [Live at Guild Theater, East London]» (6:36) 12. «Rain [Live at Guild Theater, East London]» (7:00) 13. «Waka Waka [Live at Centenary Hall, New Brighton, Port Elizabeth]» (5:57) 1. «Mna Nalamagenge» (feat. The Soil) (4:54) 2. «Curious» (4:37) 3. «Makes Me Happy» (4:12) 4. «Can't Stop» (4:07) 5. «Coming Over» (4:54) 6. «Jealousy» (3:49) 7. «Blck Grls» (3:19) 8. «Refugee» (3:57) 9. «Gone Gone Gone (Song for Khwezi)» [feat. Karen Zoid] (4:05) 10. «Banana Republic» (4:06) 11. «Stimela» (5:00) 12. «Ndiyak’khumbula» (feat. Oliver Mtukudzi) (3:29) |

### У других исполнителей
- «Waka Waka (This Time for Africa)» (Шакира при участии Freshluground)